# Papa ou Maman
Papa ou Maman is een Franse komische film uit 2015 onder regie van Martin Bourboulon. De film ging in première op 16 januari op het Festival international du film de comédie de l'Alpe d'Huez waar hij de publieksprijs kreeg.
In 2015 was de film in Frankrijk een van de meest succesrijke Franse films.

## Verhaal
Florence en Vincent hebben alles bereikt in hun leven: een carrière, een huwelijk en kinderen. Nu willen ze ook hun echtscheiding tot een goed einde brengen. Maar nadat ze gelijktijdig beiden de promotie krijgen waarvan ze droomden, wordt hun leven een nachtmerrie. De scheiding wordt een vechtscheiding en beide ouders hebben er alles voor over om het hoederecht over hun kinderen niet te krijgen.

## Rolverdeling
| Acteur                 | Personage      |
| ---------------------- | -------------- |
| Marina Foïs            | Florence Leroy |
| Laurent Lafitte        | Vincent Leroy  |
| Alexandre Desrousseaux | Mathias Leroy  |
| Anna Lemarchand        | Emma Leroy     |
| Achille Potier         | Julien Leroy   |
| Judith El Zein         | Virginie       |
| Michaël Abiteboul      | Paul           |
| Vanessa Guide          | Marion         |
| Michel Vuillermoz      | Coutine        |
| Anne Le Ny             | Le juge        |
| Yves Verhoeven         | Henri          |
| Yannick Choirat        | Xavier         |

## Prijzen & nominaties
| jaar | prijs                          | categorie      | genomineerde(n) | uitslag  |
| ---- | ------------------------------ | -------------- | --------------- | -------- |
| 2015 | 15de festival de l'Alpe d'Huez | Prix du public | Prix du public  | Gewonnen |